# هاینتس راک
هاینتس راک (آلمانی: Heinz Raack; ۱۸ مهٔ ۱۹۱۷ – ۲۶ دسامبر ۲۰۰۲) بازیکن هاکی روی چمن اهل آلمان بود.